# 奇姆斯 (阿肯色州)
奇姆斯（英語：Chimes）是位於美國阿肯色州范布倫縣的一個非建制地區。該地的面積和人口皆未知。

## 地理
奇姆斯的座標為35°41′53″N 92°44′19″W / 35.69806°N 92.73861°W，而該地的平均海拔高度為568米（即1863英尺）。